# Pseudocytidine
La pseudocytidine est un nucléoside synthétique dont la base nucléique est la cytosine et l'ose est le β-D-ribofuranose. C'est un isomère de la cytidine dans lequel le cycle pyrimidine a pivoté à 180° autour d'un axe passant par les atomes 3 et 6 du cycle :

Pseudocytidine
Cytidine

Elle diffère de la cytidine par la présence d'une liaison osidique C–C au lieu d'une liaison C–N, comme c'est également le cas pour la pseudouridine. Des méthodes de synthèse chimiques de la pseudocytidine ont été publiées,.